# Mortes em abril de 2021
Mortes em 2021: ← Janeiro – Fevereiro – Março – Abril – Maio – Junho – Julho – Agosto – Setembro – Outubro – Novembro – Dezembro →
Esta é uma relação de pessoas notáveis que morreram durante o mês de abril de 2021, listando nome, nacionalidade, ocupação e ano de nascimento.

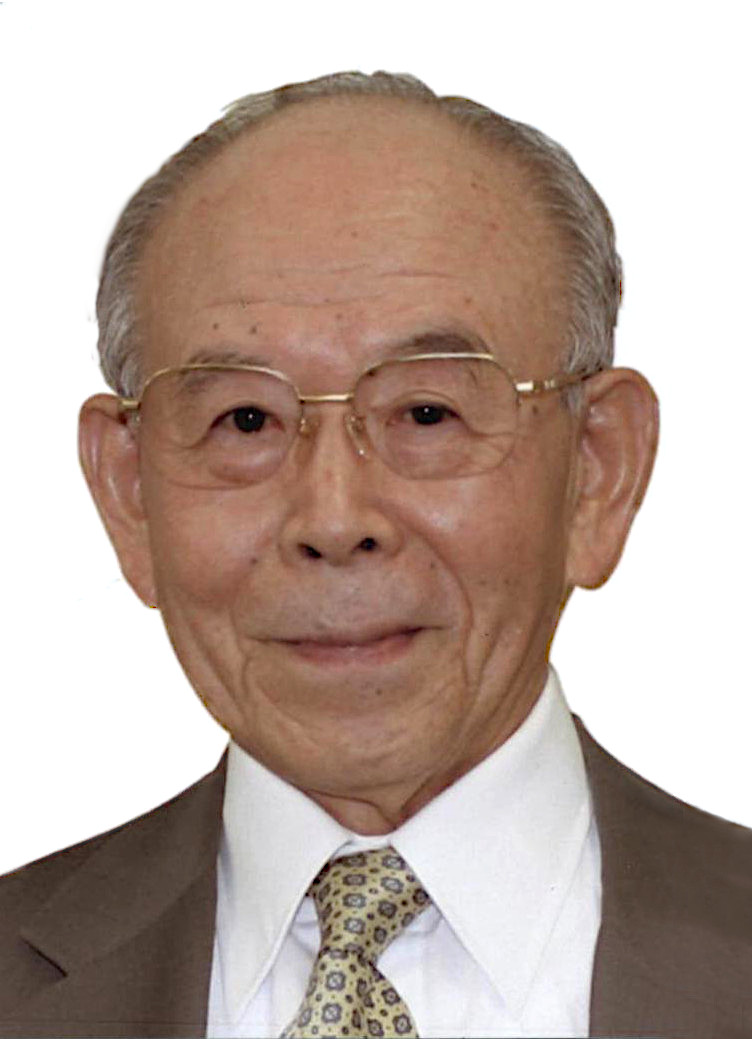
Isamu Akasaki, físico japonês.

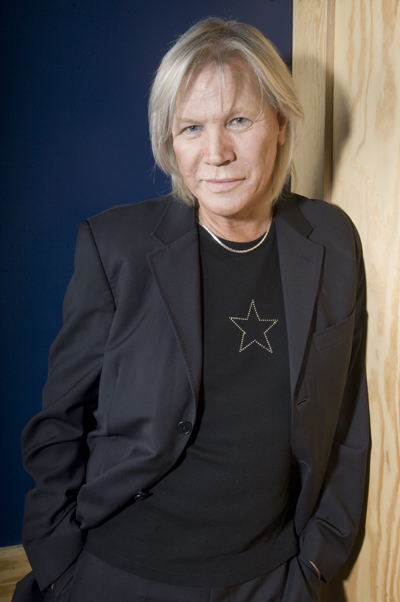
Patrick Juvet, músico suíço.

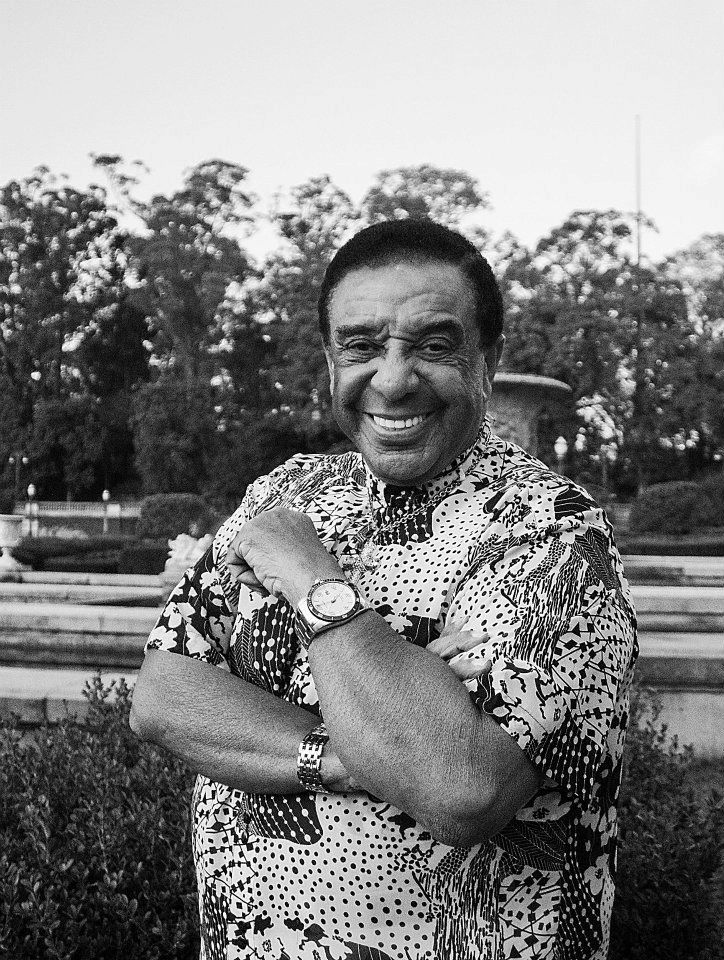
Agnaldo Timóteo, cantor, compositor e político brasileiro.

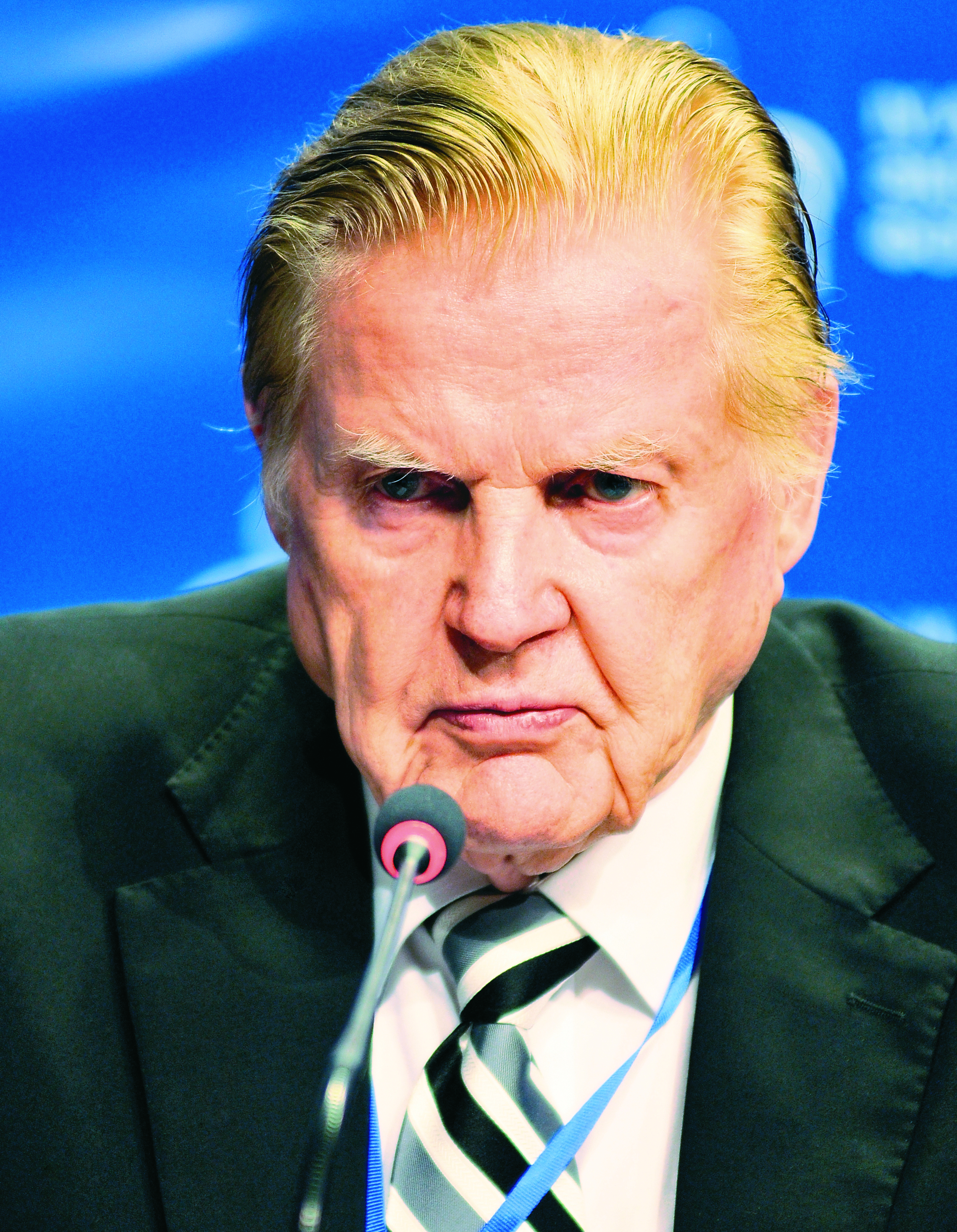
Robert Mundell, economista canadiano.

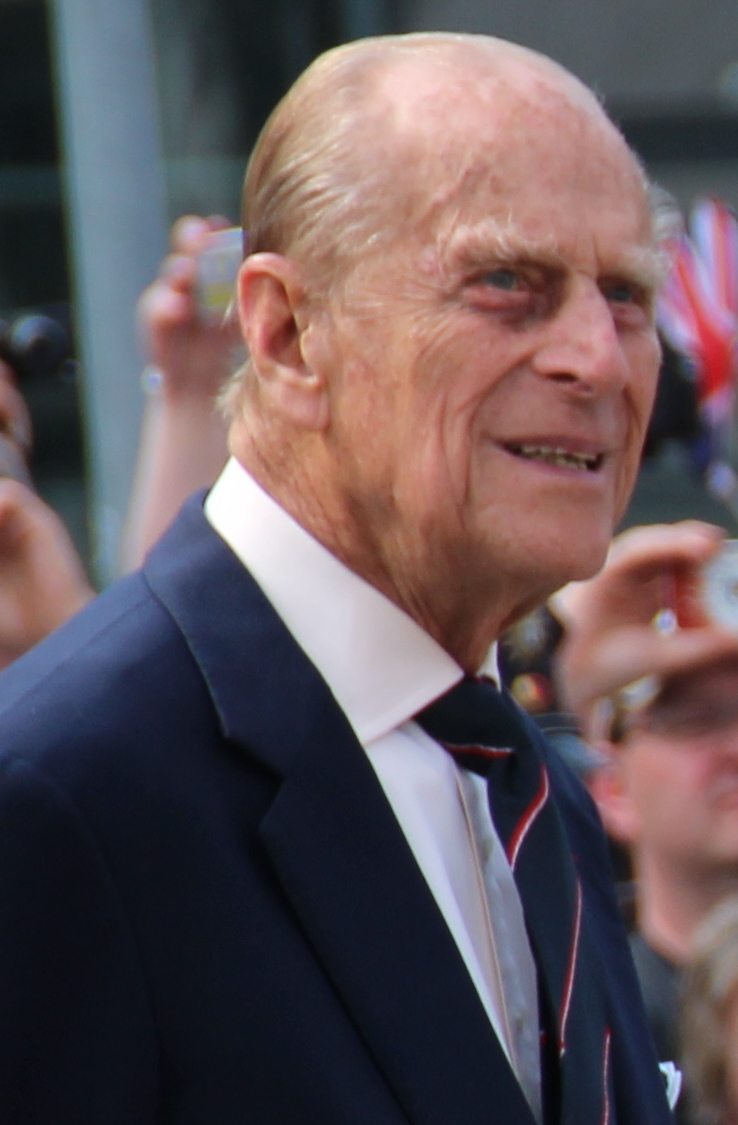
Filipe Mountbatten, consorte real britânico.

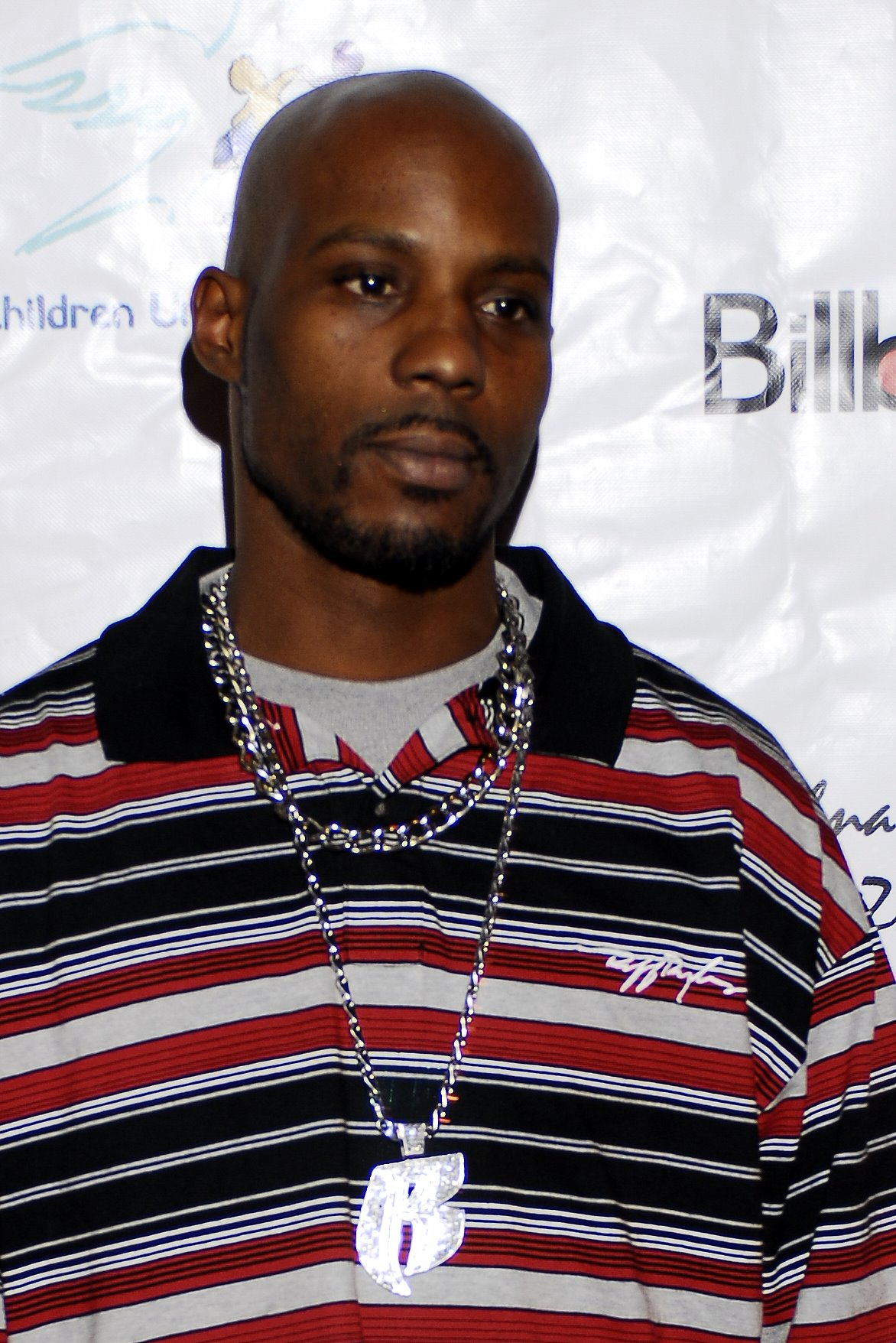
DMX, músico norte-americano.

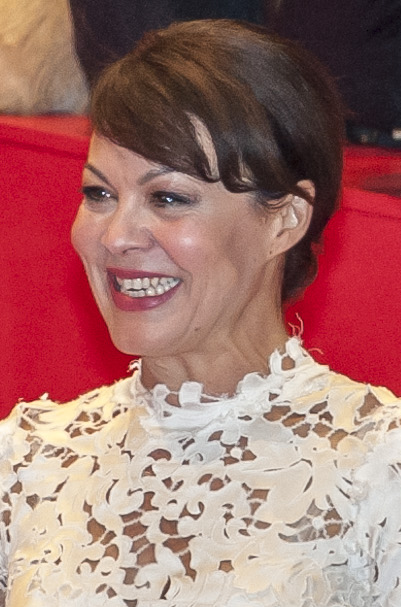
Helen McCrory, atriz britânica.

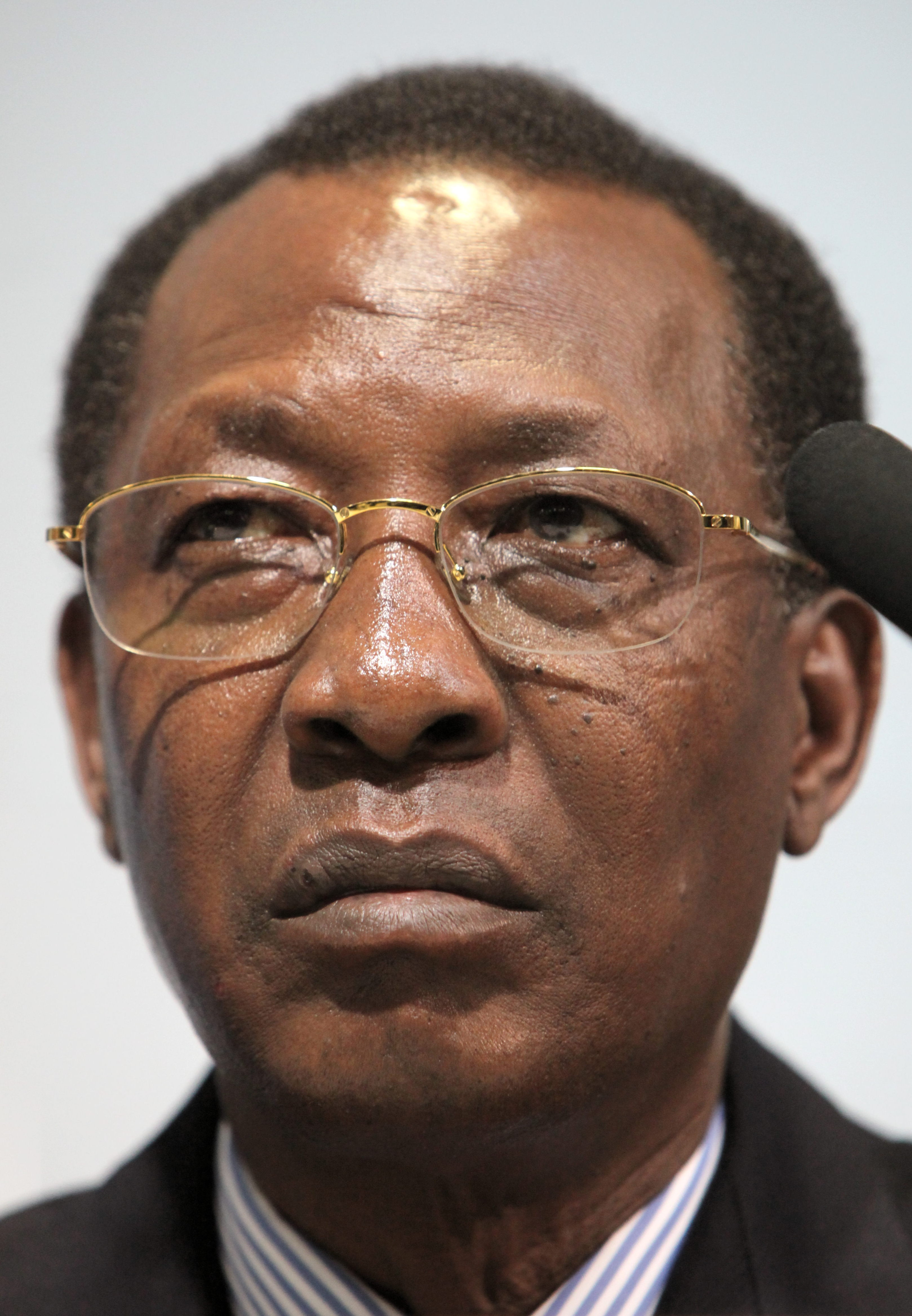
Idriss Déby, presidente do Chade.

Ana Lúcia Menezes, dubladora brasileira.

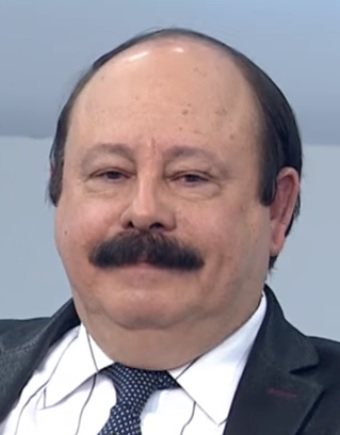
Levy Fidelix, político brasileiro.

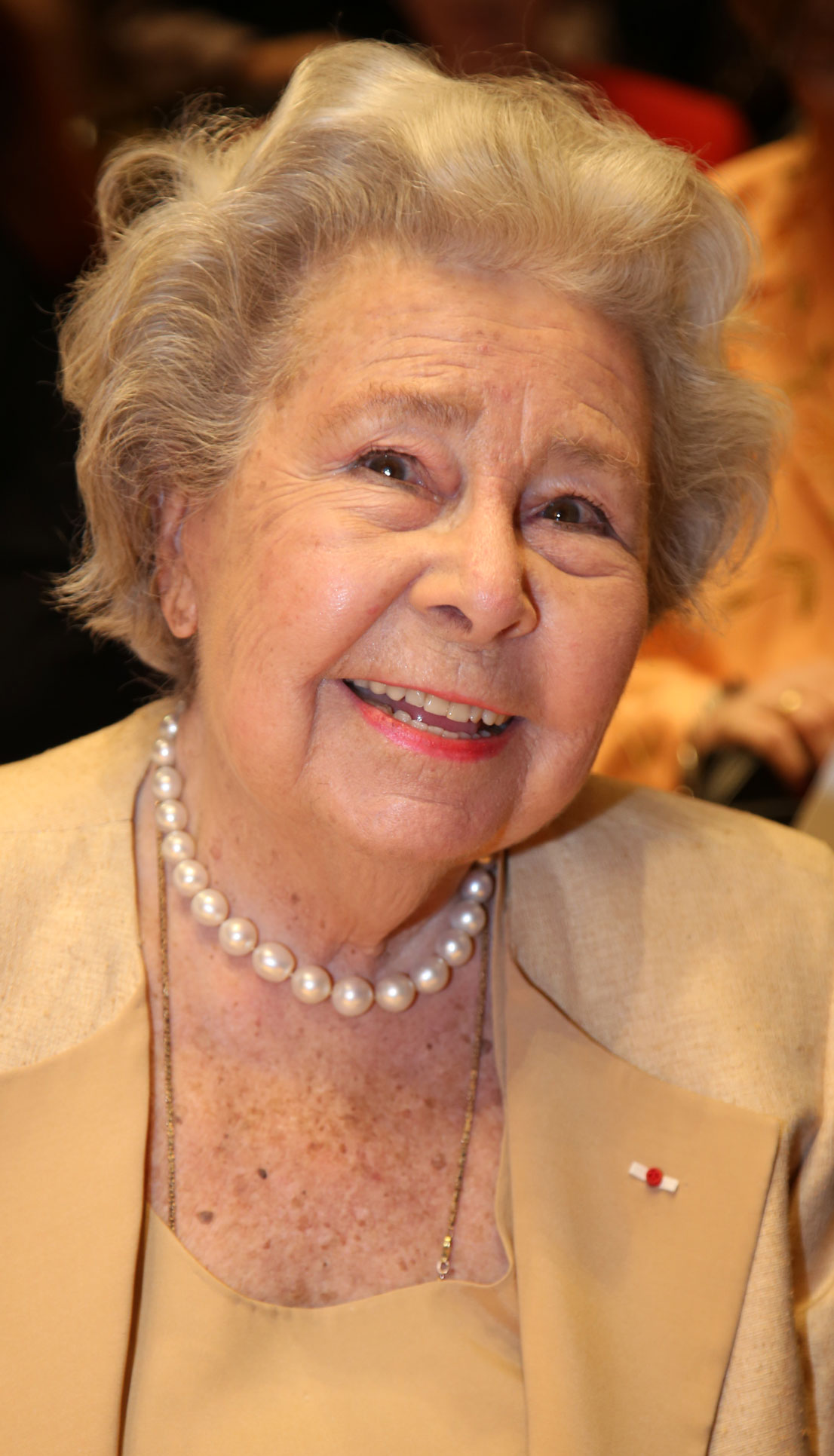
Christa Ludwig, cantora alemã.

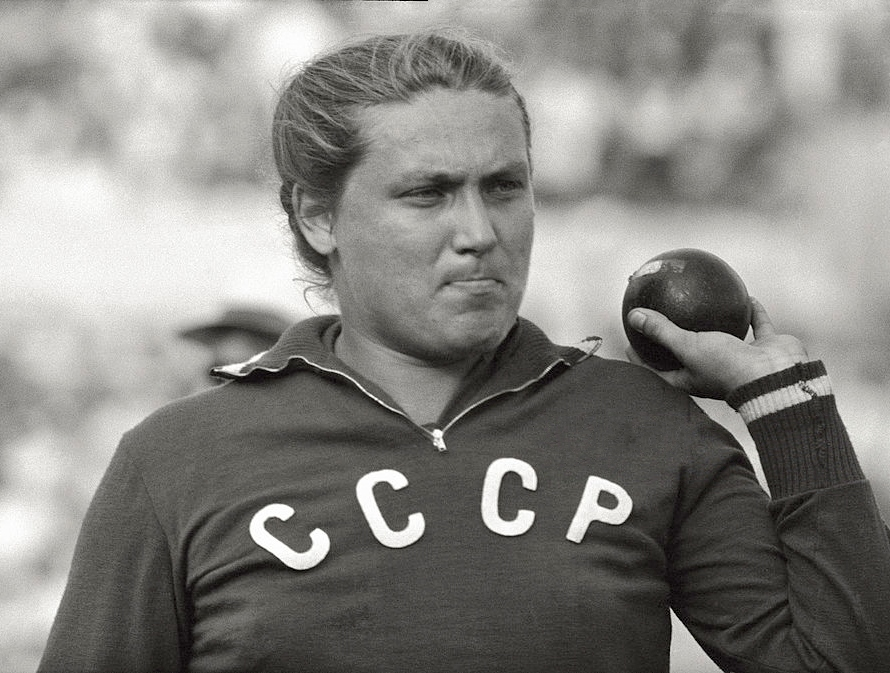
Tamara Press, atleta soviética.

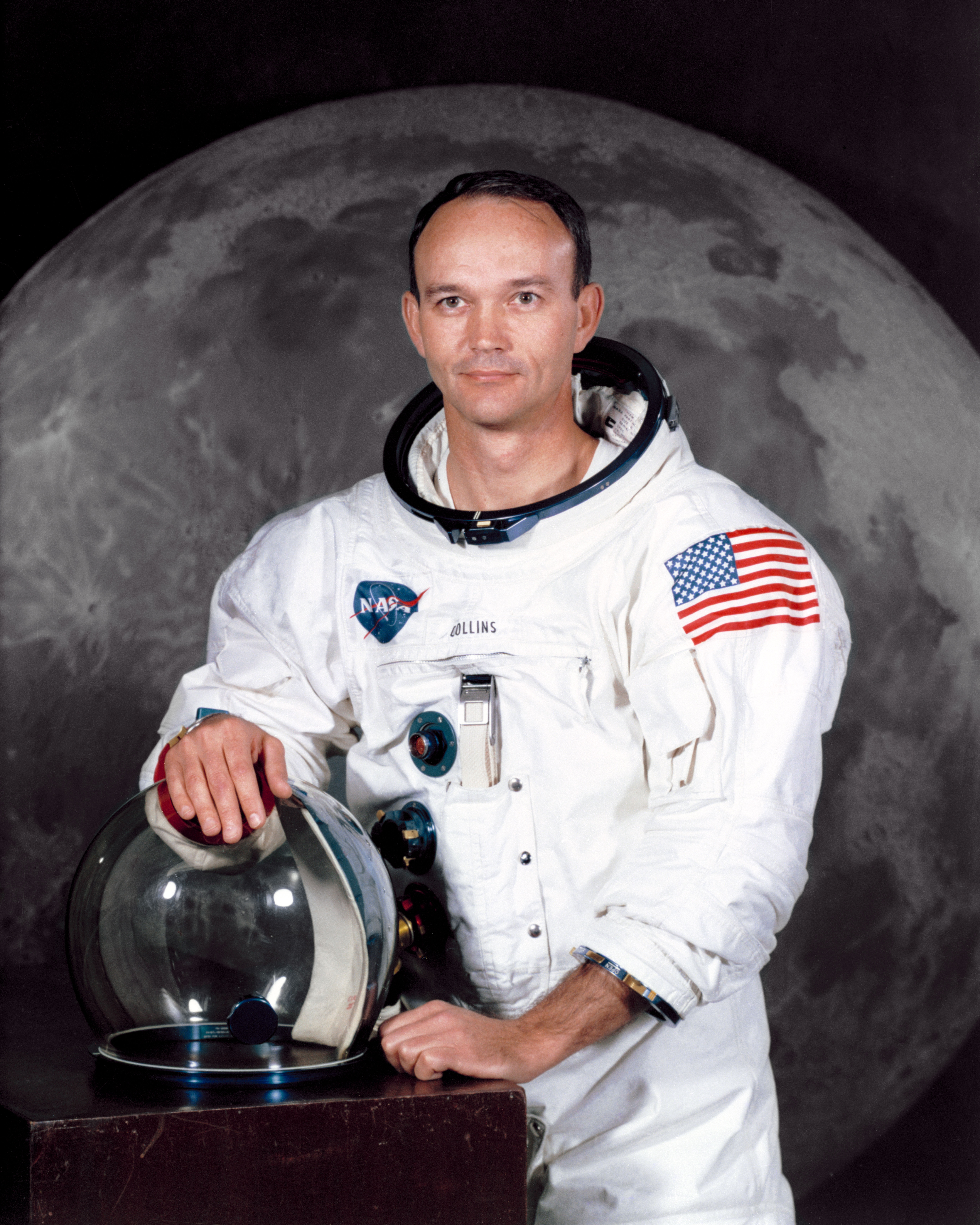
Michael Collins, astronauta estadunidense.

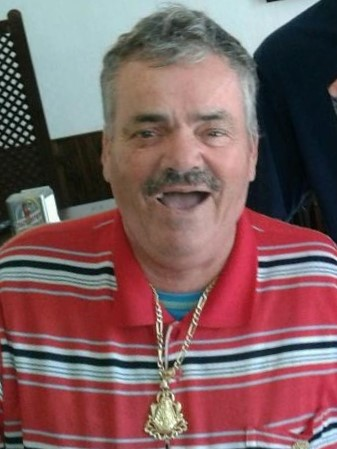
El Risitas, comediante e ator espanhol.

| Dia | Nome                        | Profissão ou motivo de reconhecimento   | Nacionalidade           | Nasc. | Ref     |
| --- | --------------------------- | --------------------------------------- | ----------------------- | ----- | ------- |
| 1   | João Acaiabe                | Ator                                    | Brasil                  | 1944  | [ 1 ]   |
| 1   | Isamu Akasaki               | Físico                                  | Japão                   | 1929  | [ 2 ]   |
| 1   | Angelo Perugini             | Político                                | Brasil                  | 1955  | [ 3 ]   |
| 1   | Patrick Juvet               | Músico                                  | Suíça                   | 1950  | [ 4 ]   |
| 2   | Valentin Afonin             | Futebolista                             | Rússia/ União Soviética | 1939  | [ 5 ]   |
| 2   | Jean Luc Rosat              | Voleibolista                            | Brasil/ Uruguai         | 1953  | [ 10 ]  |
| 2   | Frank McCann                | Historiador                             | Estados Unidos          | 1938  | [ 11 ]  |
| 3   | Christian Wiyghan Tumi      | Prelado                                 | Camarões                | 1930  | [ 12 ]  |
| 3   | Agnaldo Timóteo             | Cantor, compositor e político           | Brasil                  | 1936  | [ 13 ]  |
| 3   | José Adauto Bezerra         | Militar e político                      | Brasil                  | 1926  | [ 14 ]  |
| 3   | Martin Hyman                | Fundista                                | Reino Unido             | 1933  | [ 15 ]  |
| 3   | Stan Stephens               | Político                                | Estados Unidos          | 1929  | [ 16 ]  |
| 3   | Paulo Medina                | Jurista                                 | Brasil                  | 1942  | [ 17 ]  |
| 4   | Robert Mundell              | Economista                              | Canadá                  | 1932  | [ 18 ]  |
| 4   | António Almeida Henriques   | Político                                | Portugal                | 1961  | [ 19 ]  |
| 4   | Thomas Dale Brock           | Microbiologista                         | Estados Unidos          | 1926  | [ 20 ]  |
| 4   | Fúlvio José Carlos Pileggi  | Médico                                  | Brasil                  | 1927  | [ 21 ]  |
| 5   | Robert de Almendra Freitas  | Médico e político                       | Brasil                  | 1947  | [ 22 ]  |
| 5   | Marshall Sahlins            | Antropólogo                             | Estados Unidos          | 1930  | [ 23 ]  |
| 5   | Philip Chapman              | Astronauta                              | Austrália               | 1935  | [ 24 ]  |
| 6   | Julen Madariaga             | Político e advogado                     | Espanha                 | 1932  | [ 25 ]  |
| 6   | Hans Küng                   | Teólogo                                 | Suíça                   | 1928  | [ 26 ]  |
| 6   | Firmino Filho               | Político                                | Brasil                  | 1963  | [ 27 ]  |
| 6   | Jon Gjønnes                 | Físico                                  | Noruega                 | 1931  | [ 28 ]  |
| 7   | Alfredo Bosi                | Crítico literário                       | Brasil                  | 1936  | [ 29 ]  |
| 7   | Jorge Coelho                | Político, gestor                        | Portugal                | 1954  | [ 30 ]  |
| 7   | James Hampton               | Ator, diretor de televisão e roteirista | Estados Unidos          | 1936  | [ 31 ]  |
| 7   | Viktor Kurentsov            | Halterofilista                          | Rússia/ União Soviética | 1941  | [ 32 ]  |
| 8   | Roseli Machado              | Atleta                                  | Brasil                  | 1968  | [ 33 ]  |
| 8   | Ismael Ivo                  | Coreógrafo                              | Brasil                  | 1955  | [ 34 ]  |
| 8   | John Naisbitt               | Escritor                                | Estados Unidos          | 1929  | [ 35 ]  |
| 8   | Red Mack                    | Jogador de futebol americano            | Estados Unidos          | 1937  | [ 36 ]  |
| 8   | Richard Rush                | Cineasta                                | Estados Unidos          | 1929  | [ 37 ]  |
| 9   | Filipe Mountbatten          | Consorte real                           | Reino Unido             | 1921  | [ 38 ]  |
| 9   | Abdul Hamid Sebba           | Político                                | Brasil                  | 1934  | [ 39 ]  |
| 9   | DMX                         | Músico                                  | Estados Unidos          | 1970  | [ 40 ]  |
| 9   | Judith Reisman              | Ativista                                | Estados Unidos          | 1935  | [ 41 ]  |
| 9   | Ramsey Clark                | Advogado e ativista                     | Estados Unidos          | 1927  | [ 42 ]  |
| 9   | Rubens Recalcatti           | Político                                | Brasil                  | 1948  | [ 43 ]  |
| 10  | Félix del Blanco Prieto     | Prelado                                 | Espanha                 | 1937  | [ 44 ]  |
| 10  | Edward Idris Cassidy        | Prelado                                 | Austrália               | 1924  | [ 45 ]  |
| 11  | Nelson Bornier              | Político                                | Brasil                  | 1950  | [ 46 ]  |
| 11  | Staņislavs Lugailo          | Voleibolista                            | Letônia                 | 1938  | [ 47 ]  |
| 11  | Pedro Ivo Ferreira Caminhas | Comerciante e político                  | Brasil                  | 1952  | [ 48 ]  |
| 11  | Colin Baker                 | Futebolista                             | Reino Unido             | 1934  | [ 49 ]  |
| 11  | John Williamson             | Economista e professor                  | Reino Unido             | 1937  | [ 50 ]  |
| 12  | Hortêncio Langa             | Músico                                  | Moçambique              | 1951  | [ 51 ]  |
| 12  | Irondi Pugliesi             | Política                                | Brasil                  | 1947  | [ 52 ]  |
| 12  | Jaime Mota de Farias        | Prelado                                 | Brasil                  | 1925  | [ 53 ]  |
| 12  | Pedro Soares Martínez       | Político                                | Portugal                | 1925  | [ 54 ]  |
| 13  | Ruth Roberta de Souza       | Basquetebolista                         | Brasil                  | 1968  | [ 55 ]  |
| 13  | Oldemiro Balói              | Político                                | Moçambique              | 1955  | [ 56 ]  |
| 13  | José Carlos Schiavinato     | Político                                | Brasil                  | 1954  | [ 57 ]  |
| 13  | Jamal Al-Qabendi            | Futebolista                             | Kuwait                  | 1959  | [ 6 ]   |
| 14  | Artur Garcia da Silva       | Cantor                                  | Portugal                | 1937  | [ 58 ]  |
| 14  | Bernard Madoff              | Criminoso                               | Estados Unidos          | 1938  | [ 59 ]  |
| 14  | Rusty Young                 | Músico                                  | Estados Unidos          | 1946  | [ 60 ]  |
| 15  | Patricio Castillo           | Ator                                    | Chile\ México           | 1940  | [ 61 ]  |
| 15  | Vartan Gregorian            | Acadêmico                               | Armênia\ Estados Unidos | 1934  | [ 62 ]  |
| 16  | Anthony Powell              | Figurinista                             | Reino Unido             | 1935  | [ 63 ]  |
| 16  | Mari Törőcsik               | Atriz                                   | Hungria                 | 1935  | [ 64 ]  |
| 16  | Charles Geschke             | Cientista da computação                 | Estados Unidos          | 1939  | [ 65 ]  |
| 16  | Eldar Kuliev                | Diretor de cinema                       | Azerbaijão              | 1941  | [ 66 ]  |
| 16  | Helen McCrory               | Atriz                                   | Reino Unido             | 1968  | [ 67 ]  |
| 17  | Luiz Humberto Carneiro      | Político                                | Brasil                  | 1953  | [ 68 ]  |
| 17  | Sebastian Koto Khoarai      | Prelado                                 | Lesoto                  | 1929  | [ 69 ]  |
| 17  | Fred Arbanas                | Jogador de futebol americano            | Estados Unidos          | 1939  | [ 7 ]   |
| 18  | Frank R. McCabe             | Basquetebolista                         | Estados Unidos          | 1927  | [ 70 ]  |
| 18  | Mohammad Hejazi             | Militar                                 | Irão                    | 1956  | [ 8 ]   |
| 18  | Wilma Henriques             | Atriz                                   | Brasil                  | 1931  | [ 71 ]  |
| 18  | Nilson Ferreira Costa       | Político                                | Brasil                  | 1929  | [ 72 ]  |
| 19  | Willy van der Kuijlen       | Futebolista                             | Países Baixos           | 1946  | [ 73 ]  |
| 19  | Walter Mondale              | Político                                | Estados Unidos          | 1928  | [ 74 ]  |
| 19  | Jim Steinman                | Compositor e produtor musical           | Estados Unidos          | 1947  | [ 75 ]  |
| 19  | Vera Lantratova             | Voleibolista                            | Rússia\ União Soviética | 1947  | [ 9 ]   |
| 20  | Ana Lúcia Menezes           | Dubladora                               | Brasil                  | 1975  | [ 76 ]  |
| 20  | Idriss Déby                 | Político                                | Chade                   | 1952  | [ 77 ]  |
| 20  | Karina Lins e Silva         | Voleibolista                            | Brasil                  | 1966  | [ 78 ]  |
| 20  | Monte Hellman               | Cineasta                                | Estados Unidos          | 1929  | [ 79 ]  |
| 20  | Aleksander Sopliński        | Político                                | Polónia                 | 1942  | [ 80 ]  |
| 20  | Virgínia Coutinho           | Escritora                               | Portugal                | 1985  | [ 81 ]  |
| 21  | Segismundo Martinez Alvarez | Prelado                                 | Espanha\ Brasil         | 1943  | [ 82 ]  |
| 21  | Marc Ferro                  | Historiador                             | França                  | 1924  | [ 83 ]  |
| 21  | Guilherme Melo              | Político                                | Brasil                  | 1952  | [ 84 ]  |
| 21  | Alfred Teinitzer            | Futebolista                             | Áustria                 | 1929  | [ 85 ]  |
| 22  | Alípio Freire               | Jornalista e artista plástico           | Brasil                  | 1945  | [ 86 ]  |
| 22  | Edmundo Galdino da Silva    | Político                                | Brasil                  | 1958  | [ 87 ]  |
| 22  | Alípio Freire               | Jornalista e escritor                   | Brasil                  | 1945  | [ 88 ]  |
| 23  | Levy Fidelix                | Político                                | Brasil                  | 1951  | [ 89 ]  |
| 23  | Milva                       | Cantora e atriz                         | Itália                  | 1939  | [ 90 ]  |
| 23  | João Camilo Penna           | Engenheiro e politico                   | Brasil                  | 1925  | [ 91 ]  |
| 24  | Alber Elbaz                 | Estilista                               | Israel                  | 1961  | [ 92 ]  |
| 24  | Christa Ludwig              | Cantora                                 | Alemanha                | 1928  | [ 93 ]  |
| 25  | John Konrads                | Nadador                                 | Austrália               | 1942  | [ 94 ]  |
| 25  | André de Witte              | Prelado                                 | Bélgica\ Brasil         | 1944  | [ 95 ]  |
| 26  | Tamara Press                | Atleta                                  | União Soviética         | 1937  | [ 96 ]  |
| 27  | Gonzalo Aguirre Ramírez     | Político                                | Uruguai                 | 1940  | [ 97 ]  |
| 27  | Nicolas Cheong Jin-suk      | Prelado                                 | Coreia do Sul           | 1931  | [ 98 ]  |
| 28  | Michael Collins             | Astronauta                              | Estados Unidos          | 1930  | [ 99 ]  |
| 28  | Mara Abrantes               | Cantora                                 | Brasil/ Portugal        | 1934  | [ 100 ] |
| 28  | Juan Joya Borja             | Comediante e ator                       | Espanha                 | 1956  | [ 101 ] |
| 28  | Walmir Oliveira da Costa    | Magistrado                              | Brasil                  | 1958  | [ 102 ] |
| 28  | José de la Paz Herrera      | Treinador de futebol                    | Honduras                | 1940  | [ 103 ] |
| 29  | Onésimo Silveira            | Político, diplomata e escritor          | Cabo Verde              | 1935  | [ 104 ] |
| 29  | Zhang Enhua                 | Futebolista                             | China                   | 1973  | [ 105 ] |
| 29  | Filippo Mondelli            | Remador                                 | Itália                  | 1994  | [ 106 ] |
| 30  | Ray Reyes                   | Cantor                                  | Porto Rico              | 1970  | [ 107 ] |
| 30  | Antonio Paim                | Historiador e filósofo                  | Brasil                  | 1927  | [ 108 ] |